# Catherine de Henneberg
La comtesse Catherine de Henneberg (née vers 1334 à Schleusingen † 15 juillet 1397 à Meissen) devint en 1347 margravine de Misnie et comtesse de Thuringe par mariage avec le margrave Frédéric le Sévère. Elle transmit par sa dot les possessions de Franconie à la Maison de Wettin. Catherine est en outre passée à la postérité pour le « miroir des princes » qu'elle commanda à Heinrich von Vippach : Katherina divina.

## Biographie
Catherine était la cadette des quatre filles du comte Henri d'Henneberg-Schleusingen et de Judith de Brandebourg, fille d'Hermann Ier de Brandebourg.
Le transfert du fief de Cobourg entre les Henneberg et la Maison de Wettin fut ponctué d'incidents : par testament, Henri IV léguait un fief reconstitué à sa femme et ses filles, le reste de l'ancien comté d'Henneberg devant aller à son frère Jean, ce qui signifiait un partage du patrimoine des Henneberg ; mais le fait de léguer des terres à des femmes signifiait aussi qu'à la mort d'Henri IV en 1347, son gendre ne pourrait pas hériter immédiatement, mais seulement à la mort de la veuve, Judith de Brandebourg, qui ne survint en effet que le 1er février 1353. Dès le 9 février 1353, le margrave Frédéric se présenta à la cour de l'empereur Charles IV à Prague, réclamant pour lui les terres entourant Cobourg.
Les règles complexes du droit successoral contrariaient les souhaits du beau-père de Catherine, Frédéric le Grave : en témoigne l'anecdote rapportée par une chronique du temps, selon laquelle Catherine aurait été chassée par sa belle-famille jusqu'à ce que sa dot revienne effectivement aux Wettin. Selon une autre tradition, Catherine ne porta plus que des habits noirs après la mort prématurée de son premier enfant (Frédéric, † 1350), et elle aurait même renoncé aux bijoux jusqu'à la naissance d'un nouveau fils. Quoique ces récits soient sans fondement, ils sont l'écho de faits mystérieux : la succession problématique de Catherine et l'intervalle de vingt années qui sépare son mariage de la naissance de son premier fils. Entre 1370 et 1380, elle donne naissance à trois fils, qui lui ont survécu :
- Frédéric Ier de Saxe
- Guillaume II de Misnie (1371-1425), co-landgrave de Thuringe et co-margrave de Misnie de 1381 à 1425, qui en 1413 il épousa Amélie de Mazovie
- Georges de Misnie (1380-1401), co-landgrave de Thuringe et co-margrave de Misnie de 1381 à 1401.

À la mort de son époux, en 1381, ses fils étaient encore mineurs. En application des dernières volontés du défunt margrave, Catherine assura la régence des comtés et devait conserver jusqu'à sa mort la souveraineté sur les fiefs de Cobourg et de Weißenfels (dont elle jouissait par douaire) tout en administrant avec ses fils les territoires de la moyenne vallée de la Saale ainsi que ceux compris entre Saale et Mulde, qu'ils avaient obtenus lors de la succession de Chemnitz de 1382. En tant que princesse souveraine de Thuringe et de Misnie, de nombreux documents portent son sceau.  
Elle s'établit dans le palais de Cobourg, où sa mère, Judith de Brandebourg, avait elle aussi résidé.